# Charles Maignen
Charles Tharsice Maignen (1858-1937), est un ecclésiastique, théologien, militant et essayiste catholique et nationaliste français.

## Biographie
Il appartient à une famille d'obédience royaliste, son grand-père ayant été attaché à la garde de Charles X. Charles Maignen poursuit ses études au séminaire français de Rome, dirigé par le P. Eschbach qui distingue les dons du jeune séminariste. Il est ordonné prêtre en 1884, avec le titre d'abbé que l'on donne alors habituellement aux prêtres, au sein de la congrégation des Frères de Saint Vincent de Paul que son oncle Maurice Maignen, ami de jeunesse d'Albert de Mun et du P. Le Prévost, avait rejointe des années plus tôt. Charles Maignen devient le premier aumônier de la nouvelle Association catholique de la jeunesse française, dont il critique plus tard l'évolution. Il soutient Drumont, ce qui lui vaut d'être relevé de ses fonctions. Il est docteur en théologie et passe alors une dizaine d'années à publier des articles anti-libéraux, et en faveur de la doctrine sociale de l'Église. Sa congrégation est en effet vouée à l'évangélisation des classes ouvrières. Il représente aussi un courant du catholicisme intégral hostile à la politique du « ralliement » à la République.
À partir de 1898, il publie des articles dans le journal La Vérité sous le pseudonyme de « Martel ». Il se dresse contre l'américanisme (courant privilégiant l'action au détriment de la contemplation, et prônant le pluralisme politique, né aux États-Unis), notamment dans son livre Le Père Hecker est-il un saint ? (1898) et contre le modernisme dans Nouveau catholicisme et nouveau clergé (1902). Ce dernier livre commence en introduction par ces mots: « l'Église catholique va se trouver réduite, en France, à la condition d'une association privée soumise à une loi de police que le pouvoir civil édictera sans que Rome ait été ni consultée, ni entendue. »
Il est nommé procureur de sa congrégation en 1904 (sous le pontificat de Pie X) à Rome. Mais en 1907, le P. Anizan, attaché à la vocation apostolique des Frères de Saint-Vincent-de-Paul, est nommé supérieur de la congrégation et l'abbé Maignen est envoyé à la maison-mère de Tournai, à sa demande. En 1914, la tendance se renverse, le P. Anizan est écarté à l'issue d'une visite apostolique ordonnée par le Saint-Siège à la demande du Père Maignen et de plusieurs de ses proches. Cette visite est effectuée par le P. Jules Saubat, père de Bétharram et membre de la Sapinière. La congrégation se divise en deux courants adverses. 58% des 250 membres de la congrégation quittent la congrégation entre 1914 et 1925. Le P. Anizan fonde en 1918 les Fils de la Charité où se retrouvent les anciens membres attachés à leur vocation apostolique, les autres restant au sein de la congrégation des Frères de Saint Vincent de Paul. En 1914, à la suite de la visite apostolique ordonnée par saint Pie X dans l'Institut, il reprend la direction du scolasticat de Rome, est nommé à nouveau procureur général de sa congrégation en 1917 et désigné comme qualificateur du Saint-Office par Benoît XV. Charles Maignen exerce ces charges jusqu'à sa mort ; il passe ses dernières années à publier à propos de la doctrine sociale de l'Église, comme en 1933 La Doctrine sociale de l'Église d'après les Encycliques.
Il meurt le 3 octobre 1937.

## Publications
- La souveraineté du peuple est une hérésie. À propos d'une brochure du R. P. Maumus., Paris, éd. Cernoviz (1892) [lire en ligne]
- Le Pèlerinage national : Notre-Dame de La Salette, patronne de la France pénitente (1897), 124 pages
- Le Père Hecker est-il un saint ? (1898)
- Nationalisme, Catholicisme, Révolution, Paris, éd. Retaux (1901) [lire en ligne]
- Nouveau Catholicisme et Nouveau Clergé, Paris, éd. Retaux (1902) [lire en ligne]
- Vie de Jean-Léon Le Prévost
- Le Père Émile Hello, Paris-Bruges (1924)
- Maurice Maignen… et les Origines du mouvement social chrétien en France, 1822-1899, Luçon (1927), Prix Fabien de l'Académie française
- Clément Myionnet, Paris (1925)
- Jean-Marie Tourniquet, Paris-Bruges (1930)
- La Doctrine sociale de l'Église, Paris (1933)
- La Doctrine sociale de l'Église d'après les Encycliques, Paris (1933)